# East San Gabriel
East San Gabriel és una concentració de població designada pel cens dels Estats Units a l'estat de Califòrnia. Segons el cens del 2000 tenia 14.512 habitants.

## Demografia
Segons el cens del 2000, East San Gabriel tenia 14.512 habitants, 5.201 habitatges, i 3.708 famílies. La densitat de població era de 3.614,9 habitants/km².
Dels 5.201 habitatges en un 34,3% hi vivien nens de menys de 18 anys, en un 53,4% hi vivien parelles casades, en un 12,1% dones solteres, i en un 28,7% no eren unitats familiars. En el 22,7% dels habitatges hi vivien persones soles el 7,1% de les quals corresponia a persones de 65 anys o més que vivien soles. El nombre mitjà de persones vivint en cada habitatge era de 2,79 i el nombre mitjà de persones que vivien en cada família era de 3,28.
Per edats la població es repartia de la següent manera: un 23,7% tenia menys de 18 anys, un 8,8% entre 18 i 24, un 32% entre 25 i 44, un 23,4% de 45 a 60 i un 12,1% 65 anys o més.
L'edat mediana era de 36 anys. Per cada 100 dones de 18 o més anys hi havia 92,3 homes.
La renda mediana per habitatge era de 51.301 $ i la renda mediana per família de 59.127 $. Els homes tenien una renda mediana de 42.491 $ mentre que les dones 32.479 $. La renda per capita de la població era de 23.571 $. Entorn del 9,1% de les famílies i el 10,5% de la població estaven per davall del llindar de pobresa.

## Poblacions més properes
El següent diagrama mostra les poblacions més properes.